# Opere di Andrea del Sarto
Quello che segue è un elenco cronologico delle opere di Andrea del Sarto, pittore italiano attivo nel XVI secolo ed inquadrabile nella corrente artistica del Rinascimento.

## Affreschi
| Immagine | Titolo                                                     | Data                                       | Dimensioni   | Tecnica  | Luogo, città e Paese di conservazione                                      | Annotazioni                     | N.    |
| -------- | ---------------------------------------------------------- | ------------------------------------------ | ------------ | -------- | -------------------------------------------------------------------------- | ------------------------------- | ----- |
|          | Liberazione di un'indemoniata                              | c. 1509–1510                               | 364×300 cm   | affresco | Chiostrino dei Voti, Basilica della Santissima Annunziata, Firenze, Italia |                                 | [ 1 ] |
|          | San Filippo risana un lebbroso                             | c. 1509–1510                               | 380×331 cm   | affresco | Chiostrino dei Voti, Basilica della Santissima Annunziata, Firenze, Italia |                                 | [ 1 ] |
|          | Battesimo di Cristo                                        | c. 1509–1510                               |              | affresco | Chiostro dello Scalzo, Firenze, Italia                                     |                                 |       |
|          | Devozione dei fiorentini alle reliquie di san Filippo      | c. 1510                                    | 386×380 cm   | affresco | Chiostrino dei Voti, Basilica della Santissima Annunziata, Firenze, Italia |                                 | [ 1 ] |
|          | Punizione dei bestemmiatori                                | c. 1510                                    | 360×304 cm   | affresco | Chiostrino dei Voti, Basilica della Santissima Annunziata, Firenze, Italia |                                 | [ 1 ] |
|          | Morte di san Filippo Benizi e resurrezione di un fanciullo | c. 1510                                    | 362×306 cm   | affresco | Chiostrino dei Voti, Basilica della Santissima Annunziata, Firenze, Italia |                                 | [ 1 ] |
|          | Viaggio dei Magi                                           | c. 1511                                    | 407×321 cm   | affresco | Chiostrino dei Voti, Basilica della Santissima Annunziata, Firenze, Italia |                                 | [ 1 ] |
|          | Carità                                                     | c. 1513                                    |              | affresco | Chiostro dello Scalzo, Firenze, Italia                                     |                                 |       |
|          | Natività della Vergine                                     | c. 1513–1514                               | 410×340 cm   | affresco | Chiostrino dei Voti, Basilica della Santissima Annunziata, Firenze, Italia |                                 | [ 1 ] |
|          | Predica di Giovanni Battista                               | c. 1515                                    |              | affresco | Chiostro dello Scalzo, Firenze, Italia                                     |                                 |       |
|          | Giustizia                                                  | c. 1515                                    |              | affresco | Chiostro dello Scalzo, Firenze, Italia                                     |                                 |       |
|          | Battesimo della gente                                      | c. 1515–1517                               |              | affresco | Chiostro dello Scalzo, Firenze, Italia                                     |                                 |       |
|          | Arresto di Giovanni Battista                               | c. 1517                                    |              | affresco | Chiostro dello Scalzo, Firenze, Italia                                     |                                 |       |
|          | Tributo a Cesare                                           | c. 1520 (prima fase)c. 1582 (seconda fase) | 502×537 cm   | affresco | Villa Medicea, Poggio a Caiano, Italia                                     | Completato da Alessandro Allori |       |
|          | Danza di Salomè                                            | c. 1521                                    |              | affresco | Chiostro dello Scalzo, Firenze, Italia                                     |                                 |       |
|          | Decollazione di Giovanni Battista                          | c. 1523                                    |              | affresco | Chiostro dello Scalzo, Firenze, Italia                                     |                                 |       |
|          | Banchetto di Erode                                         | c. 1523                                    |              | affresco | Chiostro dello Scalzo, Firenze, Italia                                     |                                 |       |
|          | Speranza                                                   | c. 1523                                    |              | affresco | Chiostro dello Scalzo, Firenze, Italia                                     |                                 |       |
|          | Fede                                                       | c. 1523                                    |              | affresco | Chiostro dello Scalzo, Firenze, Italia                                     |                                 |       |
|          | Apparizione dell'Angelo a Zaccaria                         | c. 1523                                    |              | affresco | Chiostro dello Scalzo, Firenze, Italia                                     |                                 |       |
|          | Visitazione                                                | c. 1524                                    |              | affresco | Chiostro dello Scalzo, Firenze, Italia                                     |                                 |       |
|          | Madonna del Sacco                                          | c. 1525                                    | 191×403 cm   | affresco | Basilica della Santissima Annunziata, Firenze, Italia                      |                                 | [ 2 ] |
|          | Nascita ed imposizione del nome a Giovanni Battista        | c. 1526                                    |              | affresco | Chiostro dello Scalzo, Firenze, Italia                                     |                                 |       |
|          | Cenacolo                                                   | c. 1526–1527                               | 525×871 cm   | affresco | Museo del Cenacolo di Andrea del Sarto, Firenze, Italia                    |                                 |       |
|          | Autoritratto                                               | c. 1528–1529                               | 51.5×37.5 cm | affresco | Galleria degli Uffizi, Firenze, Italia                                     |                                 |       |

## Dipinti
| Immagine | Titolo                                                                               | Data          | Dimensioni                   | Tecnica e supporto                 | Luogo, città e Paese di conservazione | Annotazioni | N.     |
| -------- | ------------------------------------------------------------------------------------ | ------------- | ---------------------------- | ---------------------------------- | --- | --- | ------ |
|          | Icaro                                                                                | c. 1506–1508  |                              |                                    | Palazzo Davanzati, Firenze, Italia | Attribuzione incerta |        |
|          | Pietà e quattro santi (predella)                                                     | c. 1507–1509  |                              |                                    | Galleria Borghese, Roma, Italia | |        |
|          | Noli me tangere                                                                      | c. 1510       | 176×155 cm                   | olio su tavola                     | Galleria degli Uffizi, Firenze, Italia | |        |
|          | Arcangelo Raffaele con Tobia, san Leonardo e il donatore Leonardo di Lorenzo Morelli | c. 1512       | 178×153 cm                   | olio su tavola                     | Kunsthistorisches Museum, Vienna, Austria | |        |
|          | Matrimonio mistico di santa Caterina d'Alessandria                                   | c. 1512–1513  | 167×122 cm                   | olio su tavola                     | Gemäldegalerie Alte Meister, Dresda, Germania | |        |
|          | Annunciazione di San Gallo                                                           | c. 1512–1514  | 183×184 cm                   | olio su tavola                     | Galleria Palatina, Palazzo Pitti, Firenze, Italia | |        |
|          | Madonna col Bambino, sant'Elisabetta e il Battista                                   | c. 1513       | 106×81.3 cm                  | olio su tavola                     | National Gallery, Londra, Regno Unito | |        |
|          | Dama col cestello di fusi                                                            | c. 1514–1515  | 76×54 cm                     | olio su tavola                     | Galleria degli Uffizi, Firenze, Italia | Alternativamente attribuita al Pontormo |        |
|          | Storie dell'infanzia di Giuseppe                                                     | c. 1515–1516  | 98×135 cm                    | olio su tavola                     | Galleria Palatina, Palazzo Pitti, Firenze, Italia | |        |
|          | Giuseppe interpreta i sogni del faraone                                              | c. 1515–1516  | 98×135 cm                    | olio su tavola                     | Galleria Palatina, Palazzo Pitti, Firenze, Italia | |        |
|          | Madonna degli Angeli                                                                 | c. 1515–1516  | 141×106 cm                   | olio su tavola                     | Museo del Louvre, Parigi, Francia | |        |
|          | Sacra Famiglia con Sant'Elisabetta e San Giovannino                                  | c. 1516       | 106 cm di diametro (tondo)   | olio su tavola                     | Museo del Louvre, Parigi, Francia | |        |
|          | Ritratto di Baccio Bandinelli                                                        | c. 1516       | 59×43 cm                     | olio su tela                       | Galleria degli Uffizi, Firenze, Italia | Forse opera della sua bottega |        |
|          | Madonna delle Arpie                                                                  | 1517          | 207×178 cm                   | olio su tavola                     | Galleria degli Uffizi, Firenze, Italia | Firmato e datato: "AND. SAR. FLOR. FAB. / AD SVMMV REG[I]NA TRONV DEFERTVR IN ALTVM MDXVII"                                                                       | [ 3 ]  |
|          | Disputa sulla Trinità                                                                | c. 1517       | 232×193 cm                   | olio su tavola                     | Galleria Palatina, Palazzo Pitti, Firenze, Italia | |        |
|          | Ritratto di giovane                                                                  | c. 1517–1518  | 72.4×57.2 cm                 | olio su tela                       | National Gallery, Londra, Regno Unito | |        |
|          | Madonna col Bambino e San Giovannino                                                 | c. 1518       | 154×101 cm circa (polittico) | olio su tavola                     | Galleria Borghese, Roma, Italia | |        |
|          | Carità                                                                               | 1518          | 185×137 cm                   | olio su tavola, trasferito su tela | Museo del Louvre, Parigi, Francia | Firmato e datato: "ANDREAS. SARTVS. FLORENTINVS. ME PINXIT MDXVIII"                                                                                               | [ 4 ]  |
|          | Madonna col Bambino e San Giovannino                                                 | c. 1520–1521  | 101.5×75 cm                  | olio su tavola                     | National Trust, Ascott (Buckinghamshire), Regno Unito | | [ 5 ]  |
|          | Madonna della Scala                                                                  | c. 1522–1523  | 177×135 cm                   | olio su tavola                     | Museo del Prado, Madrid, Spagna | |        |
|          | Assunta Panciatichi                                                                  | c. 1522–1523  | 362×209 cm                   | olio su tavola                     | Galleria Palatina, Palazzo Pitti, Firenze, Italia | |        |
|          | San Giovannino                                                                       | c. 1523       | 94×68 cm                     | olio su tavola                     | Galleria Palatina, Palazzo Pitti, Firenze, Italia | |        |
|          | Pietà di Luco                                                                        | c. 1523–1524  | 239×199 cm                   | olio su tavola                     | Galleria Palatina, Palazzo Pitti, Firenze, Italia | |        |
|          | Sacra Famiglia Bracci                                                                | c. 1523       | 129×105 cm                   | olio su tavola                     | Galleria Palatina, Palazzo Pitti, Firenze, Italia | |        |
|          | Ritratto di Leone X con i cardinali Giulio de' Medici e Luigi de' Rossi              | c. 1525       | 161×119 cm                   | olio su tavola                     | Museo nazionale di Capodimonte, Napoli, Italia | |        |
|          | Salvatore                                                                            | c. 1525       | 47×27 cm                     | olio su tavola                     | Basilica della Santissima Annunziata, Firenze, Italia | |        |
|          | Pala di Gambassi                                                                     | c. 1525 –1526 | 209×176 cm                   | olio su tavola                     | Galleria Palatina, Palazzo Pitti, Firenze, Italia | |        |
|          | Assunta Passerini                                                                    | c. 1526–1528  | 379×222 cm                   | olio su tavola                     | Galleria Palatina, Palazzo Pitti, Firenze, Italia | | [ 6 ]  |
|          | Sacrificio di Isacco                                                                 | c. 1527–1529  | 213×159 cm                   | olio su tavola                     | Gemäldegalerie Alte Meister, Dresda, Germania | |        |
|          | Sacrificio di Isacco                                                                 | c. 1527–1529  | 178×138 cm                   | olio su tavola                     | Cleveland Museum of Art, Cleveland, Stati Uniti d'America | |        |
|          | Sacrificio di Isacco                                                                 | c. 1527–1530  | 98×69 cm                     | olio su tavola                     | Museo del Prado, Madrid, Spagna | |        |
|          | Sacra Famiglia Barberini                                                             | c. 1528       | 140×104 cm                   | olio su tavola                     | Galleria Nazionale d'Arte Antica, Palazzo Barberini, Roma, Italia                                                                                                 | |        |
|          | Dama col Petrarchino                                                                 | c. 1528       | 87×69 cm                     | olio su tavola                     | Galleria degli Uffizi, Firenze, Italia | Anticamente attribuita al Pontormo | [ 7 ]  |
|          | Annunciazione Della Scala                                                            | c. 1528       | 96×189 cm                    | olio su tavola                     | Galleria Palatina, Palazzo Pitti, Firenze, Italia | |        |
|          | San Jacopo con due fanciulli                                                         | c. 1528       | 155.5×85.6 cm                | olio su tavola                     | Galleria degli Uffizi, Firenze, Italia | | [ 8 ]  |
|          | Pala di Sarzana                                                                      | c. 1528       | 228×185 cm                   | olio su tavola                     | Opera perduta. Fu uno dei 417 dipinti andati irreparabilmente distrutti nell'incendio della Flakturm Friedrichshain, scoppiato durante la Seconda Guerra Mondiale | Opera perduta. Fu uno dei 417 dipinti andati irreparabilmente distrutti nell'incendio della Flakturm Friedrichshain, scoppiato durante la Seconda Guerra Mondiale |        |
|          | Dossale dei quattro santi (Pala di Vallombrosa)                                      | c. 1528–1529  | 250×250 cm circa (polittico) | olio su tavola                     | Galleria degli Uffizi, Firenze, Italia | |        |
|          | Ritratto d'uomo                                                                      | 1528          | 66.7×50.5 cm                 | olio su tela, trasferito da tavola | Metropolitan Museum of Art, New York, Stati Uniti d'America | Attribuzione incerta |        |
|          | Sacra Famiglia Borgherini                                                            | c. 1529       | 135.9×100.6 cm               | olio su tavola                     | Metropolitan Museum of Art, New York, Stati Uniti d'America | |        |
|          | Sacra Famiglia Medici                                                                | c. 1529       | 140×104 cm                   | olio su tavola                     | Galleria Palatina, Palazzo Pitti, Firenze, Italia | | [ 9 ]  |
|          | Annunciazione coi santi Michele Arcangelo e Godenzo                                  | c. 1529       | 184×175 cm                   | olio su tavola                     | Galleria Palatina, Palazzo Pitti, Firenze, Italia | |        |
|          | Sacra Famiglia con San Giovanni Battista                                             | c. 1529       | 129×100 cm                   | olio su tavola                     | Ermitage, San Pietroburgo, Russia | | [ 10 ] |
|          | Madonna in gloria con quattro santi                                                  | c. 1530       | 309×205 cm                   | olio su tavola                     | Galleria Palatina, Palazzo Pitti, Firenze, Italia | Con aiuti |        |

## Disegni
| Immagine | Titolo                                                                                   | Data         | Dimensioni   | Tecnica                                                                                                  | Luogo, città e Paese di conservazione                              | Annotazioni                                                                                          | N.     |
| -------- | ---------------------------------------------------------------------------------------- | ------------ | ------------ | --- | ------------------------------------------------------------------ | --- | ------ |
|          | Studio di un testa e una mano                                                            | c. 1510      | 14.2×20.5 cm | sanguigna su carta                                                                                       | Metropolitan Museum of Art, New York, Stati Uniti d'America        | | [ 11 ] |
|          | Giovani in piedi con in mano un libro                                                    | c. 1514–1515 | 37.1×16.2 cm | gesso nero su carta grigio-marrone                                                                       | Kupferstichkabinett, Berlino, Germania                             | |        |
|          | Testa di donna                                                                           | c. 1515      | 33×22.4 cm   | gesso nero su carta vergata                                                                              | National Gallery of Art, Washington, Stati Uniti d'America         | | [ 12 ] |
|          | Testa di un uomo di profilo rivolto verso sinistra                                       | c. 1517      | 36.9×24.2 cm | carboncino su carta                                                                                      | Gabinetto dei Disegni e delle Stampe degli Uffizi, Firenze, Italia | |        |
|          | San Giovanni Battista                                                                    | c. 1517      | 38.5×18.8 cm | sanguigna su carta                                                                                       | National Gallery of Victoria, Melbourne, Australia                 | Studio di San Giovanni Battista per il Battesimo della gente del Chiostro dello Scalzo               | [ 13 ] |
|          | Studio di mani                                                                           | c. 1517      | 12.2×16.3 cm | sanguigna su carta                                                                                       | Metropolitan Museum of Art, New York, Stati Uniti d'America        | | [ 14 ] |
|          | Tributo a Cesare                                                                         | c. 1520–1521 |              | | Museo del Louvre, Parigi, Francia                                  | Disegno preparatorio per il Tributo a Cesare                                                         | [ 15 ] |
|          | Testa di Giulio Cesare                                                                   | c. 1520–1521 | 21.5×18.4 cm | sanguigna su carta                                                                                       | Metropolitan Museum of Art, New York, Stati Uniti d'America        | Studio preparatorio per il Giulio Cesare del Tributo a Cesare                                        | [ 16 ] |
|          | Foglio di studi con un giovane e la testa di un vecchio che guarda a destra, forse Omero | c. 1520–1521 | 23.9×27.7 cm | sanguigna su carta                                                                                       | Kupferstichkabinett, Berlino, Germania                             | |        |
|          | Due studi sulla testa maschile in vista frontale                                         | c. 1521      | 33.5×26 cm   | sanguigna su carta                                                                                       | Museo del Louvre, Parigi, Francia                                  | | [ 17 ] |
|          | Testa di San Giovanni Battista                                                           | c. 1523      | 33×23.1 cm   | gesso nero su carta vergata, su tavola                                                                   | National Gallery of Art, Washington, Stati Uniti d'America         | | [ 18 ] |
|          | Madonna in trono col Bambino e otto Santi                                                | c. 1528      | 15.6×13.5 cm | sanguigna su carta                                                                                       | Kupferstichkabinett, Berlino, Germania                             | Studio per la Pala di Sarzana, oggi distrutta                                                        |        |
|          | Uomo appeso per un piede                                                                 | c. 1529–1530 |              | sanguigna su carta                                                                                       | Gabinetto dei Disegni e delle Stampe degli Uffizi, Firenze, Italia | Disegno per pittura infamante                                                                        |        |
|          | Uomo appeso per un piede                                                                 | c. 1529–1530 |              | sanguigna su carta                                                                                       | Gabinetto dei Disegni e delle Stampe degli Uffizi, Firenze, Italia | Disegno per pittura infamante                                                                        |        |
|          | Uomo appeso per un piede                                                                 | c. 1529–1530 |              | sanguigna su carta                                                                                       | Gabinetto dei Disegni e delle Stampe degli Uffizi, Firenze, Italia | Disegno per pittura infamante                                                                        |        |
|          | Uomo appeso per un piede                                                                 | c. 1529–1530 |              | sanguigna su carta                                                                                       | Gabinetto dei Disegni e delle Stampe degli Uffizi, Firenze, Italia | Disegno per pittura infamante                                                                        |        |
|          | Uomo appeso per un piede                                                                 | c. 1529–1530 |              | sanguigna su carta                                                                                       | Gabinetto dei Disegni e delle Stampe degli Uffizi, Firenze, Italia | Disegno per pittura infamante                                                                        |        |
|          | Due uomini appesi per un piede                                                           | c. 1529–1530 |              | sanguigna su carta                                                                                       | Chatsworth House, Bakewell, Regno Unito                            | Disegno per pittura infamante                                                                        |        |
|          | Nascita di San Giovanni Battista                                                         | XVI secolo   | 25.7×39.4 cm | Penna e inchiostro bruno, pennello e acquerello marrone, evidenziato con bianco di Cina su carta marrone | Metropolitan Museum of Art, New York, Stati Uniti d'America        | Disegno per l'affresco Nascita ed imposizione del nome a Giovanni Battista del Chiostro dello Scalzo | [ 19 ] |
|          | Donna e bambino in ginocchio (fronte)Testa di bambino (retro)                            | XVI secolo   | 16.5×13 cm   | penna e inchiostro bruno su carta                                                                        | Metropolitan Museum of Art, New York, Stati Uniti d'America        | | [ 20 ] |